# Egressy Zoltán
Egressy Zoltán (Budapest, 1967. augusztus 2. –) József Attila-díjas magyar író, drámaíró, meseíró, költő.

## Életrajza
Az Eötvös József Gimnáziumban érettségizett. 1986-tól az ELTE ÁITFK magyar-történelem szakos hallgatója volt, ahol 1990-ben diplomázott. 1998-ban mutatta be a budapesti Katona József Színház Portugál című darabját, amely húsz éven át színen maradt, és a színház legtöbbet játszott, legsikeresebb előadása lett. A bemutató után két évvel elkészült a filmváltozat is, többségében az ősbemutató alkotóival. A Katona József Színház produkcióját 2014-ben DVD-is kiadták.
Számos darabja került színpadra külföldön, például Angliában, Németországban, Lengyelországban, Szlovákiában, Csehországban, Ausztriában, Horvátországban, Romániában stb. A Portugál-t a londoni Nemzeti Színházban játszották Dreaming Portugal címmel, a Sóska, sültkrumpli pedig a New End Theatre-ben, ugyancsak Londonban került színpadra Spinach'n'Chips címmel. Összes eddigi, külföldi és belföldi színházi bemutatóinak száma 100 fölött van.
A Színházi adattárban regisztrált bemutatóinak száma: 70.
Négy színdarabjából (Portugál; Sóska, sültkrumpli (Offside címmel); 4x100 és Nyár utca, nem megy tovább) filmváltozat is készült.

## Magánélete
Két gyermeke van, Tamás és Júlia.

## Munkái

### Kötetek
- Csókkor. Költemények (Kapu,1991, versek)
- Add tovább...; fotó Németh Gabriella, Somfai Sándor (Kassák, Bp., 1995)
- Drámák / Portugál / Sóska, sültkrumpli / Reviczky (Neoprológus, 2000)
- Csimpi szülinapja (Móra, 2002, mese)
- Portugál (Ant-Ko Kiadó, 2005, drámák)
- Most érsz mellé. Történetek esernyő nélkül (Kalligram, Pozsony, 2009)
- Szaggatott vonal. Aparegény (Kalligram, 2011, regény)
- Kék, kék, kék (Kalligram, 2012, drámák)
- Majd kiszellőztetsz. Holdas és holdtalan fejezetek. (Kalligram, Pozsony, 2013)
- Százezer eperfa (Európa, 2014, regény)
- Lila csík, fehér csík (Európa, 2015, regény)
- Szarvas a ködben (Európa, 2016, regény)
- Júlialepke. Harminckét vallomás (Európa, Bp., 2017)
- Hold on. A déli szél balladája (Jelenkor, Bp., 2019)
- Piszke Papa meséi – Tíz vidám állatmese (Manó Könyvek, Bp., 2021)
- Piszke Papa tengeres meséi – Tizenkét vidám állatmese (Manó Könyvek, Bp., 2022)
- Jolka harangja (Helikon, 2022, regény)
- A virágot jelentő deszkák; Móra, Budapest, 2022
- Piszke Papa meséi árkon-bokron túlról (Manó Könyvek, Bp., 2023)
- Attenborough reflektora (Műút-könyvek, Miskolc, 2024, versek)
- Kettesével a lépcsőn; Helikon, Budapest, 2024
- Piszke papa házi kedvencei; Manó Könyvek, Budapest, 2024

### Drámák
- Reviczky
- Portugál
- Sóska, sültkrumpli
- Kék, kék, kék
- Három koporsó
- Vesztett éden
- 4 × 100
- Baleset
- Június
- Angyalkövet
- Nyár utca, nem megy tovább
- 9700
- Az Isten lába
- Idősutazás
- Szimpla szerda
- Halál Hotel
- Édes életek
- Aréna
- Álmos utas haragja
- Tesla

### Dokumentumjáték
- A praeceptor (A Németh Antal-ügy) (1998)

### Mesejátékok
- Csimpi szülinapja (2001)
- Fafeye, a tenger ész (2003)

### Átiratok
- Pán Péter
- Tündér Lala

### Műfordítások
- Paulo Leminski: Szórakozott győzelmünk (1994, versek)
- Salvatore Quasimodo: Föld (1994, válogatott versek)

### Hangoskönyvek
- Csimpi szülinapja (Kossuth-Mojzer, 2007)
- Júlialepke (Kossuth-Mojzer, 2019)

## Díjai, kitüntetései
- Szép Ernő-díj (1999)
- József Attila-díj (2009)